# Nonurocythereis
Nonurocythereis is een geslacht van uitgestorven kreeftachtigen uit de klasse van de Ostracoda (mosselkreeftjes).

## Soorten
- Nonurocythereis laevigata (Dieci & Russo, 1965) Ruggieri & Russo, 1980 †
- Nonurocythereis micropunctata Ruggieri & Russo, 1980 †
- Nonurocythereis robusta Ciampo, 1988 †
- Nonurocythereis seminulum (Seguenza, 1880) Ruggieri & Russo, 1980 †